# Acrocarpus
Acrocarpus je monotipski biljni rod iz porodice mahunarki. Jedina vrsta je drvo Acrocarpus fraxinifolius, rasprostranjeno po tropskoj i suptropskoj Aziji, u Indiji, Kini, Vijetnamu, Tajlandu, Laosu i Bangladešu, a uvezeno je i na Javu, Keniju, jugozapadni Meksiko, Nepal, Šri Lanku, Sumatru, Tanzaniju, Ugandu.
- A. fraxinifolius
- A. fraxinifolius
- A. fraxinifolius

## Sinonimi
- Acrocarpus combretiflorus Teijsm. & Binn.
- Acrocarpus fraxinifolius var. guangxiensis S.L.Mo & Y.Wei
- Acrocarpus grandis (Miq.)Miq.
- Mezoneurum grande Miq.